# Fredrik Aursnes
Fredrik Aursnes (Hareid, 10 de diciembre de 1995) es un futbolista noruego que juega de centrocampista en el S. L. Benfica.

## Selección nacional
Fue internacional sub-18 y sub-21 con la selección de fútbol de Noruega. El 6 de junio de 2021 debutó con la absoluta en un amistoso que perdieron por 1-2 ante Grecia. Disputó un total de veinte encuentros, en los que anotó un gol, antes de anunciar su retirada internacional en marzo de 2024.

## Estadísticas

### Clubes
Actualizado al último partido disputado el 6 de noviembre de 2024.
| Club                                 | Div.          | Temporada     | Liga  | Liga  | Copas nacionales | Copas nacionales | Copas internacionales | Copas internacionales | Total | Total |
| Club                                 | Div.          | Temporada     | Part. | Goles | Part.            | Goles            | Part.                 | Goles                 | Part. | Goles |
| ------------------------------------ | ------------- | ------------- | ----- | ----- | ---------------- | ---------------- | --------------------- | --------------------- | ----- | ----- |
| IL Hødd · Noruega                    | 2.ª           | 2012          | 25    | 0     | 5                | 1                | —                     | —                     | 30    | 1     |
| IL Hødd · Noruega                    | 2.ª           | 2013          | 27    | 2     | 2                | 0                | 2                     | 0                     | 31    | 2     |
| IL Hødd · Noruega                    | 2.ª           | 2014          | 27    | 6     | 1                | 0                | —                     | —                     | 28    | 6     |
| IL Hødd · Noruega                    | 2.ª           | 2015          | 27    | 3     | 4                | 0                | —                     | —                     | 31    | 3     |
| IL Hødd · Noruega                    | Total club    | Total club    | 106   | 11    | 12               | 1                | 2                     | 0                     | 120   | 12    |
| Molde FK · Noruega                   | 1.ª           | 2016          | 23    | 3     | 2                | 0                | 2                     | 0                     | 27    | 3     |
| Molde FK · Noruega                   | 1.ª           | 2017          | 27    | 1     | 3                | 0                | —                     | —                     | 30    | 1     |
| Molde FK · Noruega                   | 1.ª           | 2018          | 29    | 8     | 1                | 0                | 7                     | 2                     | 37    | 10    |
| Molde FK · Noruega                   | 1.ª           | 2019          | 30    | 1     | 1                | 0                | 8                     | 1                     | 39    | 2     |
| Molde FK · Noruega                   | 1.ª           | 2020          | 27    | 3     | 0                | 0                | 11                    | 0                     | 28    | 3     |
| Molde FK · Noruega                   | 1.ª           | 2021          | 13    | 1     | 1                | 0                | 7                     | 0                     | 21    | 1     |
| Molde FK · Noruega                   | Total club    | Total club    | 149   | 17    | 8                | 0                | 35                    | 3                     | 192   | 20    |
| Feyenoord de Róterdam · Países Bajos | 1.ª           | 2021-22       | 33    | 1     | 1                | 0                | 13                    | 0                     | 47    | 1     |
| Feyenoord de Róterdam · Países Bajos | 1.ª           | 2022-23       | 2     | 0     | 0                | 0                | 0                     | 0                     | 2     | 0     |
| Feyenoord de Róterdam · Países Bajos | Total club    | Total club    | 35    | 1     | 1                | 0                | 13                    | 0                     | 49    | 1     |
| S. L. Benfica Portugal               | 1.ª           | 2022-23       | 28    | 2     | 4                | 0                | 10                    | 1                     | 42    | 3     |
| S. L. Benfica Portugal               | 1.ª           | 2023-24       | 33    | 2     | 10               | 2                | 12                    | 0                     | 55    | 4     |
| S. L. Benfica Portugal               | 1.ª           | 2024-25       | 7     | 1     | 2                | 0                | 4                     | 0                     | 13    | 1     |
| S. L. Benfica Portugal               | Total club    | Total club    | 68    | 5     | 16               | 2                | 26                    | 1                     | 110   | 8     |
| Total carrera                        | Total carrera | Total carrera | 358   | 34    | 37               | 3                | 76                    | 4                     | 471   | 41    |

## Palmarés

### Títulos nacionales
| Título                      | Club          | País     | Año  |
| --------------------------- | ------------- | -------- | ---- |
| Copa de Noruega             | IL Hødd       | Noruega  | 2012 |
| Eliteserien                 | Molde FK      | Noruega  | 2019 |
| Primeira Liga               | S. L. Benfica | Portugal | 2023 |
| Supercopa de Portugal       | S. L. Benfica | Portugal | 2023 |
| Copa de la Liga de Portugal | S. L. Benfica | Portugal | 2025 |
| Supercopa de Portugal       | S. L. Benfica | Portugal | 2025 |